# Anaplectoides discolor
Anaplectoides discolor là một loài bướm đêm trong họ Noctuidae.